# Teatro Municipal de Gotemburgo
El Teatro Municipal de Gotemburgo (en sueco Göteborgs Stadsteater) está situado en la plaza Götaplatsen de la ciudad de Gotemburgo, en Suecia.
Fue fundado en 1934, y es el teatro municipal más antiguo del país.
El edificio, de estilo neoclásico, fue proyectado por el arquitecto Carl Bergsten en cooperación con el diseñador Knut Ström.
La sala principal tiene forma de herradura, con espacio para más de 1 000 personas. Una sala más pequeña, llamada Estudio (Studio, en sueco), acoge hasta 220 personas.
Actualmente, el Teatro municipal de Gotemburgo cuenta con cerca de 150 colaboradores, produce una media de 29 piezas anualmente y acoge cerca de 115 000 espectadores por año.